# Alain-Guillaume Bunyoni
Alain-Guillaume Bunyoni, né le 23 avril 1972 dans la commune de Kanyosha dans la province de Bujumbura Mairie, est un homme d'État burundais. Il est Premier ministre du 23 juin 2020 au 7 septembre 2022. En décembre 2023, il est condamné à la prison à perpétuité par la justice du Burundi pour une tentative de coup d'État.

## Biographie
Bunyoni participe à la guerre civile burundaise en étant l'un des principaux chefs militaires des Forces de défense de la démocratie (FDD), la principale rébellion.
Sa capacité d'organisation et de commandement lui permet d'atteindre le grade de général au sein des FDD. En 2001, les FDD se scindent en deux factions : celle du chef historique Jean-Bosco Ndayikengurukiye et celle menée par Pierre Nkurunziza, que Bunyoni soutient. La faction Ndayikengurukiye va rapidement devenir négligeable.
Entre 2005 et 2007, Bunyoni est directeur de la police burundaise.
Il est à deux reprises ministre de la sécurité publique, du 7 novembre 2007 au 11 novembre 2011, puis entre le 24 août 2015 et juin 2020 dans le gouvernement dans lequel il est considéré comme le no 2. Entre 2011 et 2014, Bunyoni est chef de cabinet civil du président Nkurunziza. Il est décrit comme un « dur » du régime Nkurunziza et le bras droit du président.
Bunyoni est soumis à des sanctions des États-Unis en novembre 2015. Ces sanctions sont levées en novembre 2021, le président des États-Unis estimant que la situation politique au Burundi s'est calmée avec l'élection d'Évariste Ndayishimiye à la présidence.
À partir d'octobre 2016, le Burundi se retire de la Cour pénale internationale (CPI) à la suite de l'annonce le 30 septembre 2016 par le conseil des droits de l'homme des Nations unies de l'ouverture une enquête visant douze personnalités — dont Alain-Guillaume Bunyoni — soupçonnées d'être responsables de crimes commis depuis avril 2015 et le début de la crise politique au Burundi,.
Le 23 juin 2020, le Parlement approuve sa candidature comme Premier ministre. Le gouvernement est formé le 28 juin.
En septembre 2022, le président Ndayishimiye s'en prend dans un discours à son Premier ministre, sans toutefois le nommer. Il sous-entend que Bunyoni compte le renverser par un coup d'État et qu'il l'empêche de mener son action. Le 7 septembre, le gouvernement Bunyoni est démis de ses fonctions et le nouveau premier ministre, Gervais Ndirakobuca, est approuvé à l'unanimité et à main levée par l'Assemblée nationale et le Sénat.
En avril 2023, la police burundaise recherche Bunyoni mais, averti de sa prochaine arrestation, il s'enfuit. Les faits reprochés ne sont pas connus. Il est finalement arrêté le 23 avril, jour de son anniversaire. Il est détenu par le Service national de renseignement, un service de renseignement intérieur dépendant du président. Le 9 mai, Alain-Guillaume Bunyoni est inculpé par trois juges de la Cour suprême (en) siégeant à huis clos pour « atteinte à la sureté intérieure de l'État et au bon fonctionnement de l'économie nationale », « prise illégale d'intérêts », « détention illégale d'armes » et « outrage envers le chef de l'État ». Il est ensuite incarcéré à la prison de Ngozi dans une aile où il est seul,.
Bunyoni est décrit comme l'un des Burundais les plus riches.
Le procès de Bunyoni et de six co-accusés, accusés en particulier d'« atteinte à la sureté intérieure de l'État » débute en novembre 2023. Le parquet requiert la prison à perpétuité contre Bunyoni et des peines de 30 ans contre les autres co-accusés. Le parquet demande aussi la saisie de « 153 maisons et parcelles et 43 véhicules », propriété de Bunyoni. Le 8 décembre 2023, la Cour suprême du Burundi le condamne à la prison à perpétuité « pour les sept crimes qui lui étaient reprochés, dont le complot contre le chef de l’Etat pour renverser le régime constitutionnel, une tentative d’assassinat du chef de l’État à l’aide de fétiches, l’outrage au chef de l’État et au premier ministre ou encore l’atteinte à la sécurité intérieure de l’État » ainsi que pour enrichissement illégal et déstabilisation de l’économie. La Cour ordonne également la confiscation de quatre maisons et bâtiments appartenant à Bunyoni, ainsi qu’une parcelle de terrain et quatorze véhicules,. Le 27 juin 2024, la Cour suprême du Burundi confirme en appel la condamnation à la prison à perpétuité contre Alain-Guillaume Bunyoni.